# Jošice
Jošice (en serbe cyrillique : Јошице) est un village du sud-ouest du Monténégro, dans la municipalité de Herceg Novi.

## Démographie

### Évolution historique de la population
| 1948 | 1953 | 1961 | 1971 | 1981 | 1991 | 2003 |
| ---- | ---- | ---- | ---- | ---- | ---- | ---- |
| 286  | 305  | 348  | 393  | 372  | 411  | 439  |